# Amerikansk röd ekorre
Amerikansk röd ekorre (Tamiasciurus hudsonicus) är en däggdjursart som först beskrevs av Johann Christian Polycarp Erxleben 1777. Den ingår i släktet Tamiasciurus och familjen ekorrar. IUCN kategoriserar arten globalt som livskraftig.

## Utseende
Arten liknar den europeiska ekorren (Sciurus vulgaris) i utseende men den är tydlig mindre och dessutom tillhör de olika släkten. Individer av amerikansk röd ekorre når en kroppslängd (huvud och bål) av 16,5 till 23 cm, en svanslängd av 9 till 16 cm och en vikt av 195 till 280 gram. Pälsens färg på ryggen varierar mellan rödbrun och brun medan buken är vitaktig. Under sommaren är kanten mellan den bruna och den vita pälsen ofta svartaktig. Den gulgråa till rödbruna svansen är inte lika yvig som hos andra arter av släktet Tamiasciurus. Kring ögonen har arten en iögonfallande vit ring.

## Utbredning och habitat
Amerikansk röd ekorre förekommer i stora delar av Nordamerika från Alaska över Kanadas tempererade delar till Stora slätterna i USA och östra USA. I centrala USA sträcker sig utbredningsområdet söderut till Arizona och New Mexico. I östra USA ligger utbredningsområdets södra gräns i nordvästra Georgia och södra Virginia.
Arten vistas främst i barrskogar men den hittas likaså i blandskogar, buskskogar och urbaniserade områden.

## Ekologi
Individerna är aktiva på dagen. På natten vilar de i trädens håligheter, självbyggda bon av blad eller i jordhålor. Vid sämre väderförhållanden blir ekorren slö men den håller ingen vinterdvala. Den samlar vanligen ett stort förråd för dessa tider och ofta används förrådet av flera generationer. Utanför parningstiden lever varje individ ensam och försvarar ett revir kring förrådet.
Amerikansk röd ekorre äter främst frön från kottar samt andra växtdelar som nötter, bark, sav, nektar, blommor och unga växtskott. Denna kost kompletteras med insekter, fågelägg samt mindre ofta med små ryggradsdjur som småfåglar och andra gnagare.
Honorna parar sig vanligen under våren (februari till april) och ibland även under sensommaren (juni – augusti). En hona parar sig oftast med flera hannar. Dräktigheten varar 31 till 35 dagar och sedan föds 3 till 5 ungar. Ungdjuren är vid födelsen nakna. De får di under cirka 7 till 8 veckor och blir självständiga efter ungefär 18 veckor. Ibland lämnar modern i stället för ungarna reviret när ungarna är tillräckligt stora. De flesta individer blir 3 till 7 år gamla och vissa exemplar blir 10 år gamla.

## Underarter
Arten delas av Catalogue of Life in i följande 25 underarter:
- T. h. hudsonicus (Erxleben, 1777)
- T. h. abieticola (A. H. Howell, 1929)
- T. h. baileyi (J. A. Allen, 1898)
- T. h. columbiensis A. H. Howell, 1936
- T. h. dakotensis (J. A. Allen, 1894)
- T. h. dixiensis Hardy, 1942
- T. h. fremonti (Audubon and Bachman, 1853)
- T. h. grahamensis (J. A. Allen, 1894)
- T. h. gymnicus (Bangs, 1899)
- T. h. kenaiensis A. H. Howell, 1936
- T. h. lanuginosus (Bachman, 1839)
- T. h. laurentianus Anderson, 1942
- T. h. loquax (Bangs, 1896)
- T. h. lychnuchus (Stone and Rehn, 1903)
- T. h. minnesota (J. A. Allen, 1899)
- T. h. mogollonensis (Mearns, 1890)
- T. h. pallescens A. H. Howell, 1942
- T. h. petulans (Osgood, 1900)
- T. h. picatus (Swarth, 1921)
- T. h. preblei A. H. Howell, 1936
- T. h. regalis A. H. Howell, 1936
- T. h. richardsoni (Bachman, 1839)
- T. h. streatori (J. A. Allen, 1898)
- T. h. ungavensis Anderson, 1942
- T. h. ventorum (J. A. Allen, 1898)

Wilson & Reeder (2005) räknar inte in T. h. columbiensis.